# Avaliação de credenciais
A avaliação de credenciais, (no Brasil, verificação de títulos) ou titulação ou processo de equivalência de estudos, é a maneira pela qual os graus académicos e profissionais obtidos em um país são comparados aos obtidos em outro. Universidades, faculdades e empregadores em todo o mundo usam avaliações de credenciais para compreender a educação no estrangeiro e julgar candidatos a admissão ou empregos.
Os imigrantes podem usar avaliações de credenciais para obter reconhecimento pelo estudo concluído fora do país para o qual estão imigrando e, ao fazê-lo, ingressar na força de trabalho como imigrantes qualificados. Os estudantes internacionais usam avaliações de credenciais para apresentar seu histórico acadêmico às universidades em que procuram admissão.
Avaliação de credenciais nos Estados Unidos
Após a Segunda Guerra Mundial, quando muitos países europeus estavam se recuperando da guerra, as Universidades e faculdades nos Estados Unidos experimentaram um aumento acentuado no número de estudantes internacionais que se inscreveram. A necessidade de um entendimento preciso e justo do histórico académico dos alunos emergiu e foi tornando-se cada vez mais importante, pois o número de estudantes internacionais estudando nos Estados Unidos saltou de 25.000 nos anos após a guerra, segundo a NAFSA. Havia mais de 866.000 estudantes internacionais estudando nos Estados Unidos entre 2013 e 2014.  Em 2019 os Estados Unidos receberam o número recorde de 1.095.299 estudantes estrangeiros, sendo o quarto ano consecutivo em que este número superou a marca de um milhão de estudantes.
Como as universidades enfrentam o declínio do apoio financeiro público e a pressão para manter as mensalidades acessíveis, as instituições académicas contam com estudantes internacionais para compensar o aumento do custo do ensino superior. A maioria dos estudantes internacionais nos Estados Unidos é da China, Índia e Coreia do Sul. No entanto, houve um crescimento grande e constante no número de estudantes internacionais do Brasil, Vietnam, Indonésia e Nigéria.
Não existe uma agência governamental nacional que supervisiona as avaliações de credenciais nos Estados Unidos. Existem associações profissionais como a Association of International Credential Evaluators, Inc. (AICE, Associação Internacional de Avaliadores de Credenciais) e National Association of Credential Evaluation Services (NACES, Associação Nacional de Serviços de Avaliação de Credenciais), que criam e mantêm padrões éticos no campo, embora não sejam agências governamentais e a participação de avaliadores de credenciais é voluntária. No entanto, os avaliadores de credenciais devem atender a certos critérios para pertencer à AICE e à NACES. As universidades e faculdades também avaliam as próprias credenciais, dispensando a participação destes intermediários.
Avaliação de credenciais no Canadá
A verificação de credenciais educacionais (ECA na sigla em inglês, Educational credential assessment), também conhecida como avaliação de credenciais, pode ser usada para imigração, educação e licenciamento. Uma ECA é necessária para imigrantes que desejam ingressar no Canadá sob vários programas de Cidadania e Imigração do Canadá (CIC), incluindo o Federal Skilled Worker Program (FWSP, Programa Federal de Trabalhadores Qualificados) através do Express Entry, que exige que os imigrantes tenham concluído um equivalente mínimo de um diploma de [Ensino secundário] canadense. O governo canadense não avalia credenciais estrangeiras. Em abril de 2013, a CIC (Canada Immigration, Refugees, and Citizenship, Agência canadense de imigração, refugiados, e cidadania) designou sete agências de avaliação de credenciais para fornecer avaliações para os imigrantes no Canadá. Essas agências designadas são membros da Alliance of Credential Evaluation Services do Canadá.
A maioria dos conselhos de licenciamento canadenses ou organismos profissionais de licenciamento exige avaliações de credenciais acadêmicas de profissionais com formação internacional. As avaliações são avaliadas internamente ou pelos membros da Aliança.
Avaliação de credenciais na Europa
A Convenção sobre o Reconhecimento das Qualificações Relativas ao Ensino Superior na Região Europeia, comumente denominada Convenção de Reconhecimento de Lisboa, é o principal acordo legal que rege o reconhecimento das qualificações entre os Estados membros do Conselho da Europa, excluindo aGrécia e o [Mónaco]. A European Network of Information Centres (Rede Europeia de Centros de Informação) e os National Academic Recognition Information Centres (Centros Nacionais de Informações sobre Reconhecimento Académico) - conhecidos como ENIC-NARIC - podem avaliar credenciais e emitir uma “declaração de comparabilidade” para um diploma universitário obtido em um país membro para uso em outro. A convenção declara que os titulares de diplomas devem ter acesso a “avaliações adequadas” das suas credenciais e os diplomas devem ser reconhecidos entre os países membros, a menos que existam “diferenças substanciais” comprovadas entre os diplomas concedidos naquele país e o diploma em avaliação.
Avaliação de credenciais na Austrália
O governo australiano avalia credenciais estrangeiras, dependendo do motivo da avaliação. Por exemplo, se uma avaliação for necessária apenas para fins de imigração, o Department of Immigration and Border Protection (Departamento de Imigração e Proteção de Fronteiras) avaliará as qualificações. Existem autoridades avaliadoras designadas para profissões específicas, como o Australian Institute For Teaching and School Leadership (Instituto Australiano de Ensino e Liderança Escolar), que avalia credenciais para ocupações de professores. Para a maioria das outras avaliações de credenciais, foram estabelecidas Unidades de Qualificações Internacionais na maioria dos estados e territórios australianos para avaliar credenciais estrangeiras. O Department of Education and Training(Ministério da Educação e Treino australianos) também pode avaliar credenciais para residentes estrangeiros de Nova Gales do Sul e credenciais para ocupações que não exigem registo, licenciamento ou associação profissional.
Avaliação de credenciais no Médio Oriente
A Convenção sobre o Reconhecimento de Estudos, Diplomas e Graus no Ensino Superior nos Estados Árabes foi realizada em 1978 para “adotar critérios de terminologia e avaliação tão similares quanto possível… a fim de simplificar a aplicação de um sistema que garanta a comparabilidade dos créditos., assuntos de estudo e diplomas "e para incentivar a mobilidade de estudantes além-fronteiras. Dezoito estados assinaram a convenção, incluindo Jordânia, Marrocos, Catar e Arábia Saudita.
Tipos de avaliações de credenciais
Geralmente, os tipos de avaliação de credenciais variam de acordo com o país e o objetivo da avaliação. O ENIC-NARIC oferece equivalência completa ou relatórios comparáveis. Nos Estados Unidos e no Canadá, as avaliações de credenciais variam de análise detalhada por curso a análise por documento, dependendo dos requisitos de admissão de uma escola específica ou dos requisitos de emprego e imigração. Embora instituições académicas e profissionais possam usar avaliações de credenciais para avaliar as qualificações dos candidatos, a instituição decide se as credenciais dos candidatos atendem aos requisitos de admissão.